# Великий ум Марса
«Великий ум Марса» — шестой роман барсумской серии Эдгара Райса Берроуза. Был опубликован в первом (и единственном) номере журнала Amazing Stories Annual (вышел в свет 15 июля 1927 года). Название роману предложил первый издатель — Хьюго Гернсбек, авторскими названиями были «Чудесное приключение на Марсе» («A Weird Adventure on Mars») и «Вад Варо с Барсума» («Vad Varo of Barsoom»). Книжное издание вышло в марте 1928 года.

## Сюжет
Роман написан от лица нового персонажа — Улисса Пакстона, большого поклонника книг Берроуза. Погибший во Фландрии на фронте Первой Мировой войны, он очутился на Марсе и отправил сообщение о своих приключениях на Землю по радио. Это сообщение было уловлено Джейсоном Гридли в Пеллюсидаре, и опубликовано Эдгаром Райсом Берроузом.
Улисс Пакстон попал на Марс тем же способом, что и Джон Картер — убитый, он не умер, но переселился в эфирное тело. Он спас от меча убийцы дряхлого старца, оказавшегося величайшим учёным Марса — Рас Тавасом, долгие века занятого биологическими исследованиями в изолированном городе-государстве Тунол. Переименованный в Вад Варо, Пакстон делает Рас Тавасу операцию, пересадив его мозг в тело молодого человека, и становится его доверенным ассистентом. Влюбившись в красавицу Валла Дайя, Пакстон не перенёс известия, что её тело было продано правительнице соседнего Фандала — старой Заксе (англ. Xaxa). После ряда приключений, Пакстону удалось достигнуть Фандала, где правит жреческая каста, поддерживающая культ Тура. Идол Тура был снабжён говорильной трубой, но жрец, заведующий оракулом, погиб много лет назад, после чего Пакстону удалось воссоздать «оракул», свергнуть Заксу и вернуть Валле Дайя её тело. На трон Фандала Пакстон сажает Дар Таруса — наёмного убийцу, едва не прикончившего Рас Таваса в момент, когда к нему попал Улисс Пакстон. Валла Дайя оказывается принцессой города-государства Дахор, а шафером на их с Пакстоном свадьбе выступает Джон Картер, вернувший Валле Дайя власть.

## Персонажи
- Улисс Пакстон (марсианское имя Вад Варо) — капитан армии США, погибший во Фландрии. В дальнейшем — ассистент Рас Таваса и принц Дахора.
- Валла Дайя — принцесса Дахора, в дальнейшем — миссис Пакстон.
- Рас Тавас — величайший учёный Марса, с навязчивой идеей создания собственного государства.
- Бобис Кан — джеддак Тунола, главный политический противник Рас Таваса.
- Гор Хаджус — наёмный убийца, личный враг Бобис Кана.
- Дар Тарус — наёмный убийца, впоследствии — джеддак Фандала.
- Закса — джеддара Фандала. Её мозг был пересажен в тело Валлы Дайя.
- Саг Ор — верховный жрец Тура, главного божества Фандала.
- Хован Дью — жертва экспериментов Рас Таваса: одно полушарие его мозга было имплантировано в тело гигантской белой обезьяны.

## Государства
- Тунол — расположен на востоке Великой Тунолианской Топи. Его жители исповедуют идеологию крайнего мальтузианства и атеизма, а также технократии. Именно благодаря успехам тунолианской астрономии, Пакстон узнал об окончании Первой Мировой войны. Тунол не сообщается с прочими государствами Марса, и ведёт вечную войну с Фандалом.
- Фандал — расположен на крайнем западе Великой Тунолианской Топи. Крайне отсталая теократия, отгородившаяся от внешнего мира, и ведущая вечную войну с Тунолом. Современники усматривали в описании религии Фандала скрытую сатиру против христианского фундаментализма, сильно распространённого в США.